# Huperzine A

Chemische structuur van huperzine-A

Huperzine-A, ook bekend als selagine, is een natuurlijk sesquiterpeen alkaloïde met een sterke cholinesterase-remmende werking. De stof komt voor in planten van het geslacht Huperzia. De stof is onderzocht als veelbelovend medicijn tegen de ziekte van Alzheimer
.

## Farmacologie
Huperzine-A is een langzame omkeerbare inhibitor van het enzym acetylcholinesterase. Het verhindert daardoor de afbraak van acetylcholine. De afname van de acetylcoline-activiteit in de synapsen in de hersenen wordt gezien als een oorzaak van de afname van cognitieve functies bij alzheimerpatiënten.
Huperzine-A is een veel sterkere inhibitor dan tacrine en heeft een tragere dissociatiesnelheid.  De natuurlijke (−)-huperzine A isomeer is tot 50 keer effectiever dan het synthetische (+)-huperzine A.
Huperzine-A is toegelaten in de Verenigde Staten (merknaam: "Cerebra") als supplement in geval van geheugenschade. Het wordt ook vermarkt als smart drug om het geheugen te verbeteren.
Er zijn aanwijzingen gevonden dat het alzheimerpatiënten baat, maar het bewijs is nog niet sterk genoeg om medicinaal gebruik aan te bevelen. Er is weinig bekend over de bijwerkingen.

## Militair gebruik
Huperzine-A is bruikbaar als profylaxe tegen zenuwgassen, zoals het strijdgas soman. Deze organofosfaat-gebaseerde toxines blokkeren acetylcholinesterase onomkeerbaar. Huperzine-A bindt omkeerbaar en beschermt door de binding aan te gaan vóór het zenuwgas dat kan doen. In tegenstelling tot het veelgebruikte pyridostigmine bromide kan huperzine-A de bloed-hersenbarrière passeren en het centrale zenuwstelsel beschermen.